# Resolución 124 del Consejo de Seguridad de las Naciones Unidas
La resolución 124 del Consejo de Seguridad de las Naciones Unidas, adoptada por unanimidad el 7 de marzo de 1957, después de examinar la solicitud de Ghana para la membresía en las Naciones Unidas, el Consejo recomendó a la Asamblea General que Ghana fuese admitida.